# Артак Малумян
Артак Малумян (вірм. Արտակ Մալումյան; 5 травня 1981, Кіровакан, Вірменська РСР) — вірменський боксер, призер чемпіонату світу серед аматорів.

## Спортивна кар'єра
1999 року Артак Малумян завоював срібну медаль на молодіжному чемпіонаті Європи в категорії до 67 кг.
На чемпіонаті світу 2001 в категорії до 81 кг програв у другому бою Жону Дові (Франція).
На кваліфікаційному чемпіонаті Європи 2004 переміг Константина Беженару (Румунія) — 34-18 і Бабакара Камару (Швеція) — 25-14, а у чвертьфіналі програв Андрію Федчуку (Україна) — 23-37 і не потрапив на Олімпійські ігри 2004.
На чемпіонаті світу 2005 завоював бронзову медаль.
- В 1/16 фіналу переміг Томаша Адамека (Чехія) — 37-16
- В 1/8 фіналу переміг Рамадана Ясер Абдельхафер (Єгипет) — 30-11
- У чвертьфіналі переміг Вашингтона Луїс (Бразилія) — (+)22-22
- В півфіналі програв Марьо Шиволія (Хорватія) — 10-20

На чемпіонаті Європи 2006 програв в другому бою Артуру Бетербієву (Росія) — RSCH 2.